# Магнетска вага
Магнетска вага (енгл. Magnetic field balance и  ) је инструмент за мјерење разлике између вертикалне и хоризонталне компоненте Земљиног магнетског поља. Служи и за мјерење вертикалне компоненте сталног (перманентног) магнетског поља брода.
Један је од основних инструмената у геофизичкој проспекцији. Користи се за налажење и испитивање руда, за геомагнетски премјер, а у морнарици за компензацију компаса. Постоји неколико типова магнетских вага, најпознатије су Шмитова (Адолф Шмит) и Келвинова.
Келвинова магнетска вага је знатно једноставније конструкције од Шмитове. Главни дио је балансирана инклинациона игла опремљена малим утегом за довођење у хоризонтални положај. При компензацији компаса прво се игла доведе у хоризонталан положај на копну. Затим се магнетска вага пренесе на брод и постави на мјесто носача компаса. Због бродског магнетизма, игла м. сад одступа од хоризонталног положаја, а угао отклона служи за калибрацију компаса брода.